# Montanoceratops cerorhynchus
Il montanoceratopo (Montanoceratops cerorhynchus) è un dinosauro erbivoro rinvenuto in strati del Cretaceo superiore del Montana.

## Una coda particolare

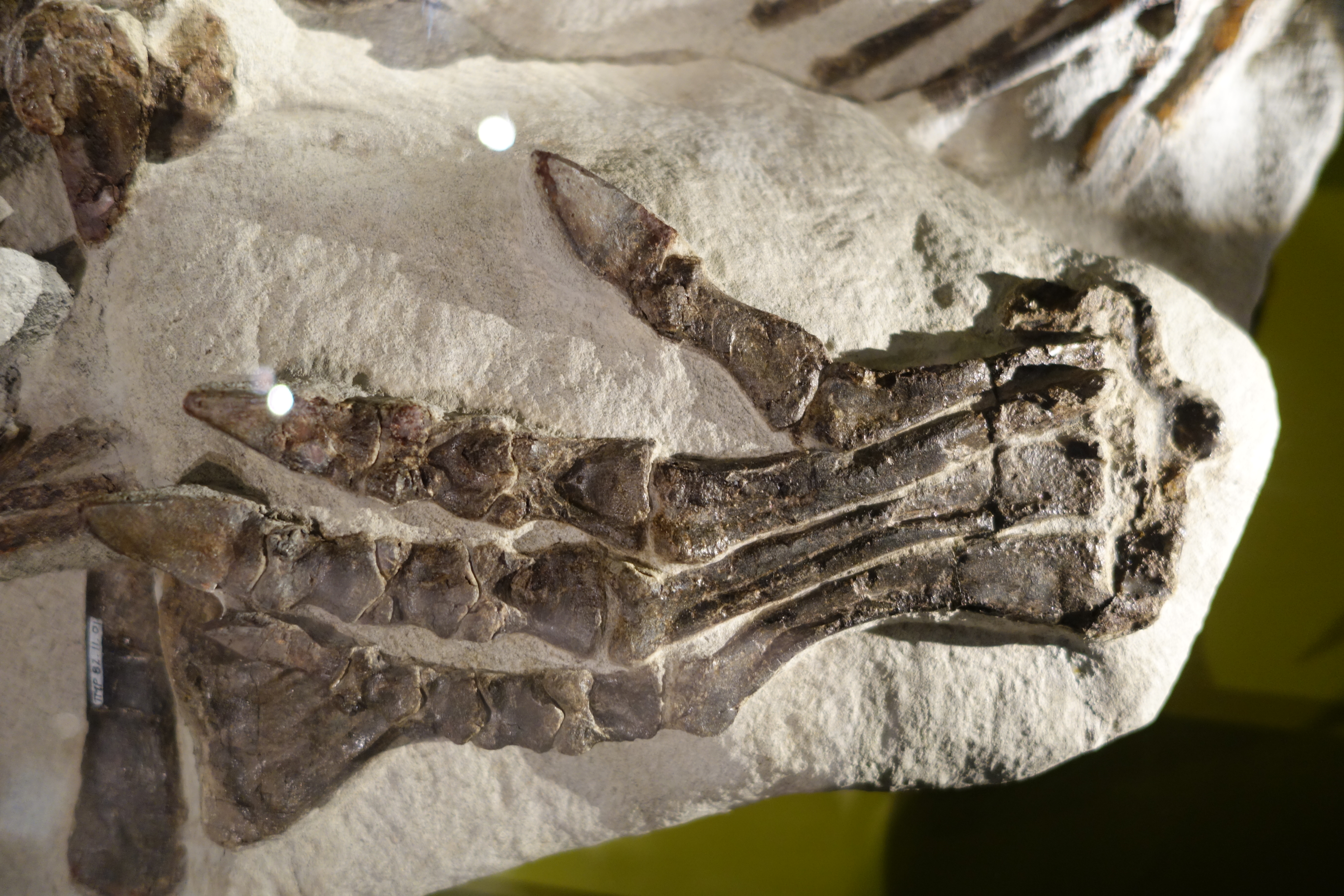
Ossa della zampa conservate in posizione anatomica

Questo dinosauro, lungo circa tre metri, è considerato uno dei più stretti parenti del famoso Protoceratops della Mongolia, i cui resti includono numerosissime uova fossili. Tra i due dinosauri, però, vi erano alcune importanti differenze, che risiedevano soprattutto nel cranio. Questo, nel dinosauro del Montana, era più alto e corto, ed era dotato di un "collare" di dimensioni minori. Altra caratteristica che si pensava appartenesse al montanoceratopo era la presenza di un piccolo corno sul naso. Ora, però, il fossile di questo "corno" è stato reinterpretato come un osso del cranio mal posizionato durante la ricostruzione. Le differenze, tuttavia, non si fermano al cranio: entrambi i generi erano dotati di una coda stranamente appiattita verticalmente e con vertebre dotate di apofisi allungate, ma questa caratteristica era decisamente accentuata nel montanoceratopo, che sembrava avere una coda perennemente innalzata, forse ricoperta da pelle di vivaci colori come deterrente o segnale di riconoscimento. È molto probabile, comunque, che questa coda possedesse alcune strutture simili a quelle degli istrici e venisse agitata per scoraggiare i predatori. Queste strutture sono state rinvenute per ora solo sui ceratopsi primitivi del genere Psittacosaurus, ma è probabile che tutti i ceratopsi di dimensioni ridotte possedessero strutture simili.

## Parentele
Il montanoceratopo è un parente primitivo dei ceratopsidi, ovvero quei dinosauri cornuti come Torosaurus e Triceratops caratteristici del Cretaceo superiore dell'America Settentrionale. Anche se era loro contemporaneo, il montanoceratopo era ben più primitivo. Esso è considerato un rappresentante dei leptoceratopsidi, il cui genere tipo, Leptoceratops, è stato uno degli ultimi dinosauri ad apparire. Lo stesso Montanoceratops, originariamente, era stato descritto come una nuova specie di Leptoceratops.